# Лесюк Олег Любомирович
Олег Любомирович Лесюк (нар. 25 серпня 1959, Львів) — український художник і скульптор. Голова Української Спілки Образотворчих Мистців Канади (з 2007 р.), Заступник Голови Дирекції і Голова мистецької комісії канадсько-української мистецької фундації (з 2010 р.), член Національної Спілки художників України (з 1992 р.) та Асоціації скульпторів Канади (з 1993 р.), Світової Ради Культури при Світовому Конгресі Українців (з 2014 р.), Національної мистецької ради при Конгресі українців Канади (з 2014 р.).

## Біографія
Народився 25 серпня 1959 року у Львові в родині скульптора Любомира Лесюка. 1981 року з відзнакою закінчив Львівський інститут прикладного та декоративного мистецтва. У 1982-1992 роках викладав у Львівському училищі прикладного мистецтва імені Івана Труша на відділі скульптури. 
З 1980 року — учасник обласних, республіканських, всесоюзних та міжнародних виставок. Мешкав у Львові в будинку на вулиці Костюшка, 4. 1992 року емігрував до Канади. Викладав скульптуру у школах Торонто, район Етобіко. Організатор та учасник трьох симпозіумів дерев'яної скульптури (1999-2001 рр.). У цей період взяв участь у десятках колективних виставок, організував п'ять персональних виставок у Торонто, Канада, зокрема, 1994 року персональна виставка відбулася у КУМФі. Нині працює як митець у галузі станкової (композиції, портрети) і монументально-декоративної скульптури, монументального розпису, реставрації та золочення. Твори Олега знаходяться в приватних та публічних колекціях в Україні, Польщі, Німеччині, Італії, Великій Британії, Франції, Канаді та США.

## Основні твори

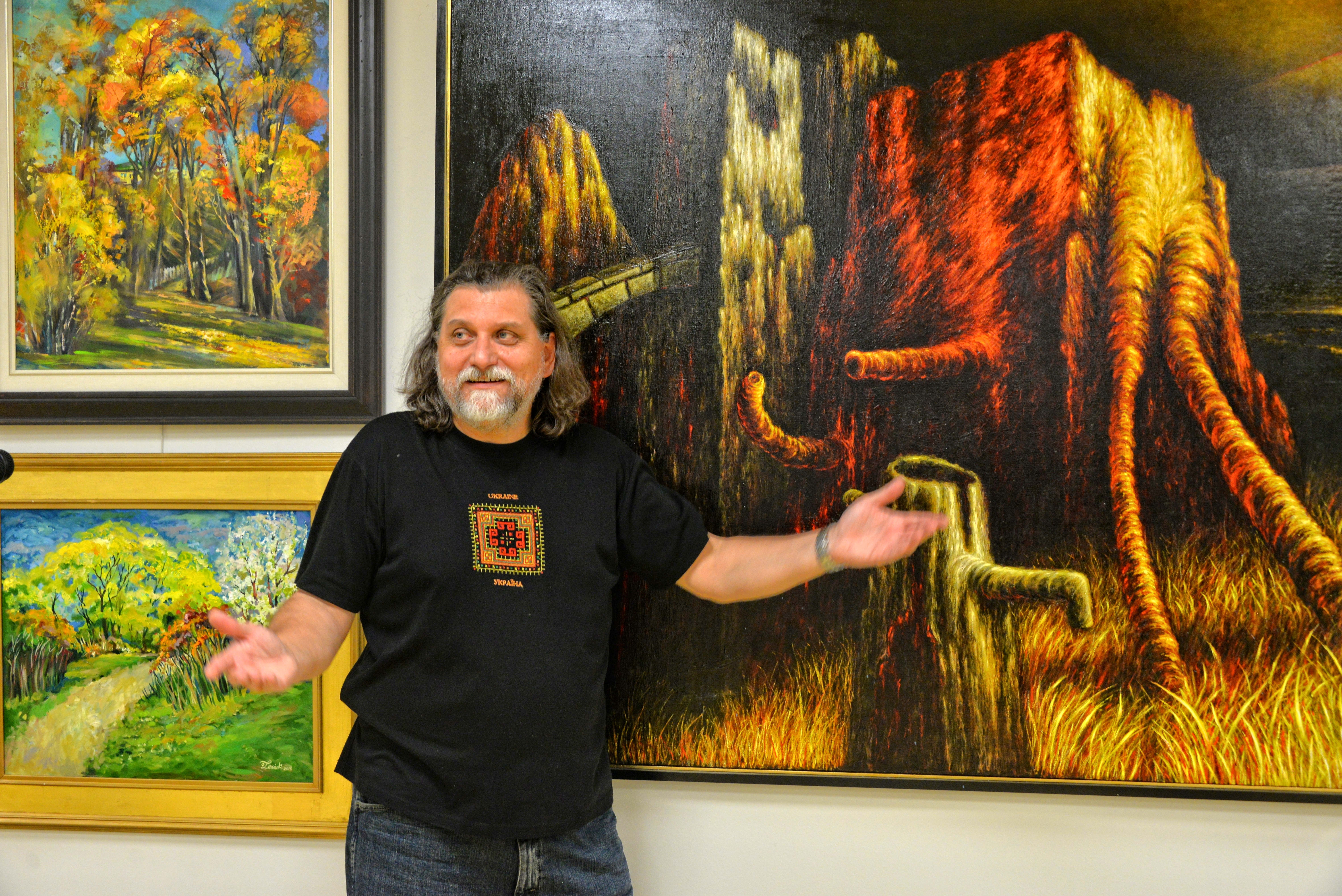
Олег Лесюк на виставці в галереї КУМФ у Торонто

### Станкові композиції
- «Старий Беркут» (1986, гіпс, 60×15,5×15)[4].
- «Свята до музики любов» (1987)[5].
- «Пробудження», «Біль і надія планети людей» (обидва — 1988)[5].
- «Дума про кобзаря» (1989, теракота, 70×41×36)[6][5].
- «За Україну» (1990)[5].
- «Мадонна з дитиною» (1992)[5].
- «Мрія» (1993)[5].
- «Композиція 16 на 1» (1995)[5].
- «Схід сонця» (1998)[5].
- «Розстріляна пісня» (дерево, мідь, 106×57×30,5)[1].
- «Ангели-Хоронителі» (дерево акація, метал, мішана техніка, 97×104×11,5)[1].
- «Протистояння» (дерево, метал, мішана техніка; ліва частина: 64,5×48×16,5, права частина: 51×51×34 cm, верхня частина: 54,5×91,5×46)[1].
- «Родинне дерево» (бронза, дерево; 40×18×11,5)[1].

### Монументи, скульптура
- Пам'ятник «Соборна Україна» у Братківцях Стрийського району (не пізніше 1992)[3].
- Пам'ятник Тарасові Шевченку в Дашаві (1991, співавтор скульптор Любомир Лесюк)[3][7].
- Пам'ятник Тарасові Шевченку в Жидачеві. Споруджений 1992 року, співавтори скульптор Любомир Лесюк, архітектор Володимир Блюсюк[8][5][7]. За іншими даними — 1988 року[9].
- Розпис стін готелю «Шератон» у місті Ніагара Фоллс (після 1992)[10].
- Пам'ятник в оселі «Київ» в Оуквілі (після 1992)[3].
- Скульптури для ресторану «Золотий лев» (після 1992, м. Торонто, Канада)[3].
- Скульптури для парку Пансіону імені Івана Франка (після 1992, м. Міссісога, Канада)[10].
- Пам'ятник до 100-ліття українського поселення в Рочестері, США[10].
- Іконостас для української православної церкви Святої Трійці у місті Баффало, США (2002)[5].
- Золочення бібліотеки Парламенту Канади (2005, м. Оттава, Канада)[10][5].
- Пам'ятник на могилі скульптора Любомира Лесюка (2007, м. Львів, Личаківський цвинтар)[11].
- Розп'яття та рельєфи для Китайської католицької церкви Спасителя світу (2007–2009, м. Міссісога, Канада)[10][5].
- Бронзові скульптури-нагороди для Фундації імені Т. Шевченка, фундації «Будучність», Світової федерації українських жіночих організацій, Суспільної служби українців Канади, Асоціації українських професіоналів і підприємців, Українського фестивалю в Торонто (усі — 2010)[5]
- Статуя Богородиці Шешану для парку храму Святих Мучеників (2011, Мідленд, Онтаріо, Канада)[5].
- Погруддя Тараса Шевченка (2014; Алея поетів, м. Квебек, Канада)[12].
- Скульптурні рельєфи для Храму Вогню (м. Х'юстон, США)[1].
- Скульптурні рельєфи для культурного центру Зореастрів (м. Нью-Йорк, США)[1].
- Меморіальний пам'ятник о. доктору Мирону Стасіву (м. Торонто, Канада)[1].

### Меморіальні, пам'ятні таблиці
- Меморіальна таблиця Ярославові та Михайлові Шафранюкам для КУМФу (1994, м. Торонто, Канада)[3][5].
- Меморіальна таблиця А. Щуці (1997, м. Торонто, Канада)[5].
- Меморіальна таблиця Пилипові Коновалу (2005, м. Ланс, Франція)[5].
- Меморіальна таблиця Богданові Весоловському (2012, м. Стрий)[10][5].
- Меморіальна таблиця Патріарху Київському Мстиславу (2013, м. Львів)[10][5].
- Меморіальна таблиця Володимирові Івасюку[10].
- Меморіальна таблиця доктору Рафаелю Лемкіну (м. Нью-Йорк, США)[1].
- Меморіальна таблиця Ґарету Джонсу (м. Абберисвіл, Велика Британія)[1].

### Реставрація
- Реставрація скульптури «Священне Серце» для шпиталю святого Йосифа (2003–2004, м. Торонто, Канада)[5].
- Реставрація скульптури Фатімської Богородиці та розпису католицького храму святої Анни (2006, м. Анкастер, Онтаріо, Канада)[5].
- Реставрація іконостасу Української католицької катедри святого Йосафата (2007–2009, м. Торонто, Канада)[5].
- Реставрація скульптур театру «Ріджент» (2013, м. Ошава, Онтаріо, Канада)[10][5].
- Реставрація погруддя Тараса Шевченка (2014, Квебек, Канада)[10][5].

### Проєкти, ескізи
- Проєкт Ювілейної медалі та значка Т. Шевченка для Світового Конгресу Українців[1].
- Ескіз відзнаки лауреата Міжнародної премії імені Івана Франка[13][14].
- Проєкт значка та логотипу на вшанування пам'яті жертв Голодомору 1932-1933 рр. для Світового Конгресу Українців[1].
- Проєкт Ювілейного значка Т. Шевченка для Конгресу Українців Канади[1].
- Логотип для відзначення 120-ліття перших поселень українців у Канаді (2011). Тиражований рельєф, створений з цієї ж нагоди[10].

## Нагороди, гранти
Отримав численні нагороди і гранти, серед яких:
- 2006 — нагорода від Асоціації пам'ятнико-будівельних компаній Північної Америки за пам'ятник, присвячений 100-літтю українського поселення в Рочестері, США;
- 2015 — грамота Подяки від Проєкту «Ангели Хоронителі України»;
- 2015 — ювілейна медаль імені Т. Шевченка від Світового Конгресу Українців;
- 2015 — орден Звитяги І ступеня і звання «Сотник Українського Козацтва» від Українського Вільного Козацтва;
- 2019 — диплом «Гордість Львівщини»;
- 2021 — грамота Подяки від Департаменту з питань культури, національностей та релігій Львівської Обласної Державної Адміністрації;
- 2022 – Міжнародна премія «Культурна дипломатія» від ГО «Грандів, рейтингів та номінацій», БО «Комітет з громадських нагород України».